# Hessel Gerritsz
Hessel Gerritsz  (Assum, Holanda del Norte, ca. 1581 – enterrado en Ámsterdam el 4 de septiembre de 1632) fue un grabador, cartógrafo y editor neerlandés, una de las figuras más notables en la Edad de Oro de la cartografía neerlandesa (ca. 1570s-1670s). A pesar de la fuerte competencia, algunos lo consideran «sin duda el principal cartógrafo neerlandés del siglo XVII».

## Carrera temprana
Hessel Gerritsz comenzó a trabajar en Alkmaar como aprendiz de Willem Jansz Blaeu, que era diez años mayor que él. Gerritsz se mudó con el taller de Blaeu a Ámsterdam, donde se casó con Geertje Gijsberts de Alkmaar en 1607. Tuvieron ocho hijos. Geertje moriría antes de 1624, y Hessel se volvió a casar. En 1610 tenía un taller de imprenta propio. Muchos de sus grabados y mapas llegaron a los atlas de Blaeu, Janssonius y otros.

## Impresor  independiente

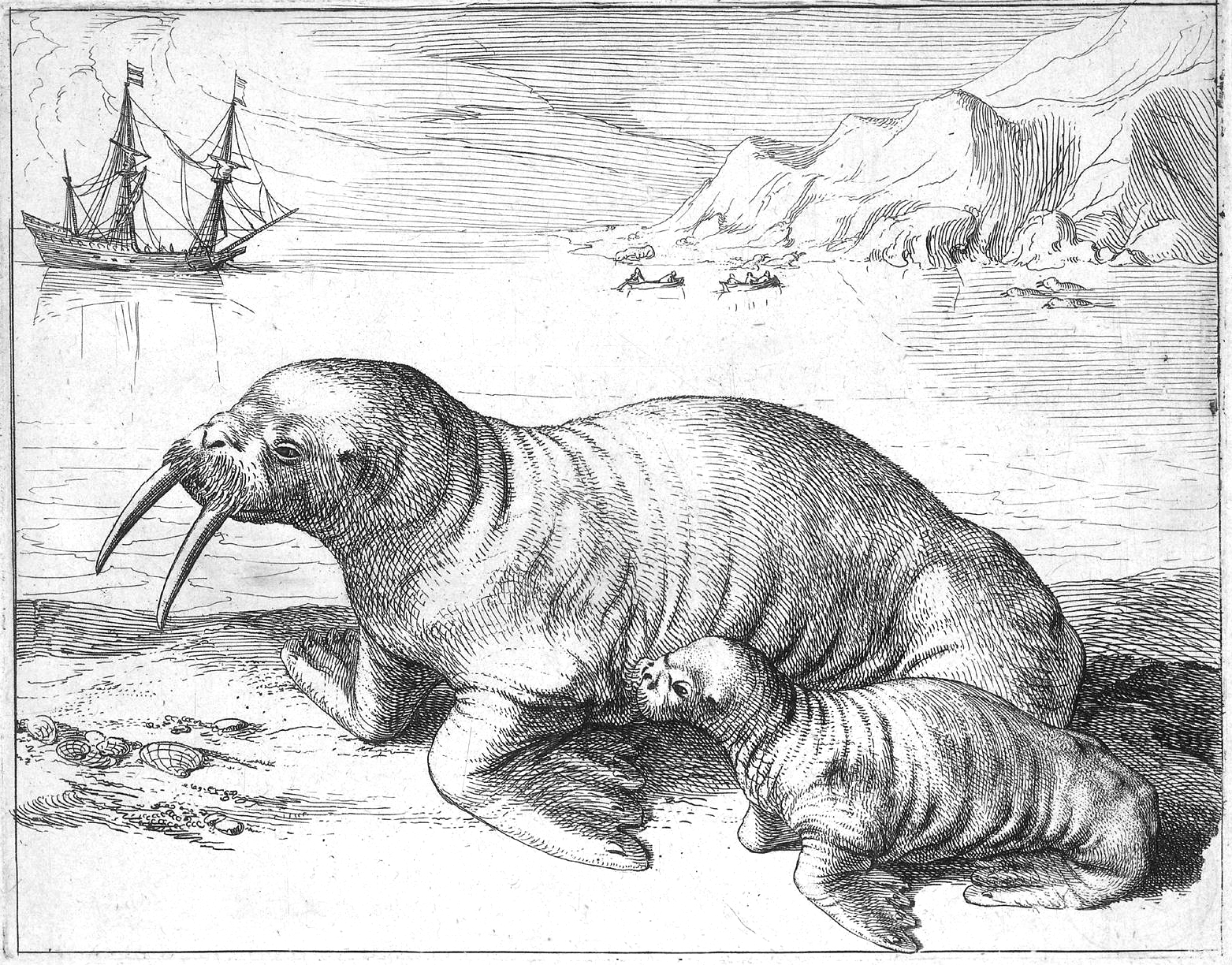
Morsa y cría, de Histoire du pays nommé Spitsberghe (1613)

Gerritsz realizó un mapa mundial en 1612 que incluía los descubrimientos de Pedro Fernández de Quirós e indicaba específicamente «Austrialia del Espíritu Santo», ahora conocido como Vanuatu, pero que durante mucho tiempo se pensó que era parte de la «Tierra del Sur». El mapa fue muy influyente en las representaciones neerlandesas y francesas del Pacífico Sur en los siglos XVII y XVIII, y junto con las publicaciones de Quirós influyeron en el establecimiento del nombre «Australia». En 1613, Gerritsz escribió y publicó una Historia de la tierra llamada Spitsbergen, que describe el descubrimiento, los primeros viajes y las actividades de caza de ballenas en esas islas. Ese volumen también muestra el considerable talento de Gerritsz como grabador (ver, por ejemplo, su representación de una morsa con su cría). El mismo año editó un mapa de Rusia preparado para el futuro Teodoro II de Rusia como zarevich, y lo reeditó en 1614 con algunas adiciones y correcciones; fue reproducido por la firma Blaeu hasta 1665. Otro ejemplo de grabado es su retrato póstumo en 1619, a menudo reproducido, del dramaturgo Bredero.

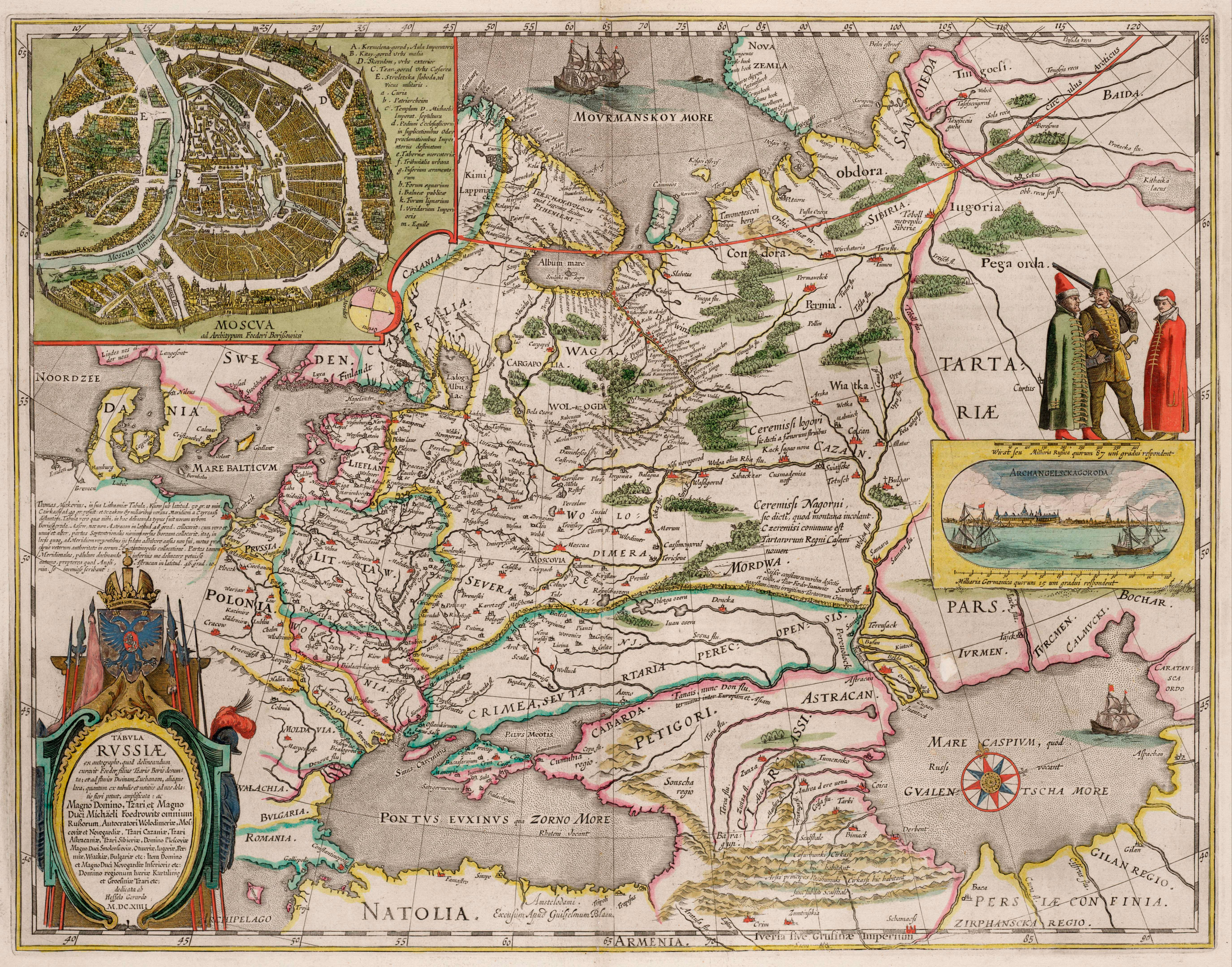
Mapa de Moscovia (el conocido como mapa Fedor Godunov) (1614)

## Cartógrafo oficial de la VOC

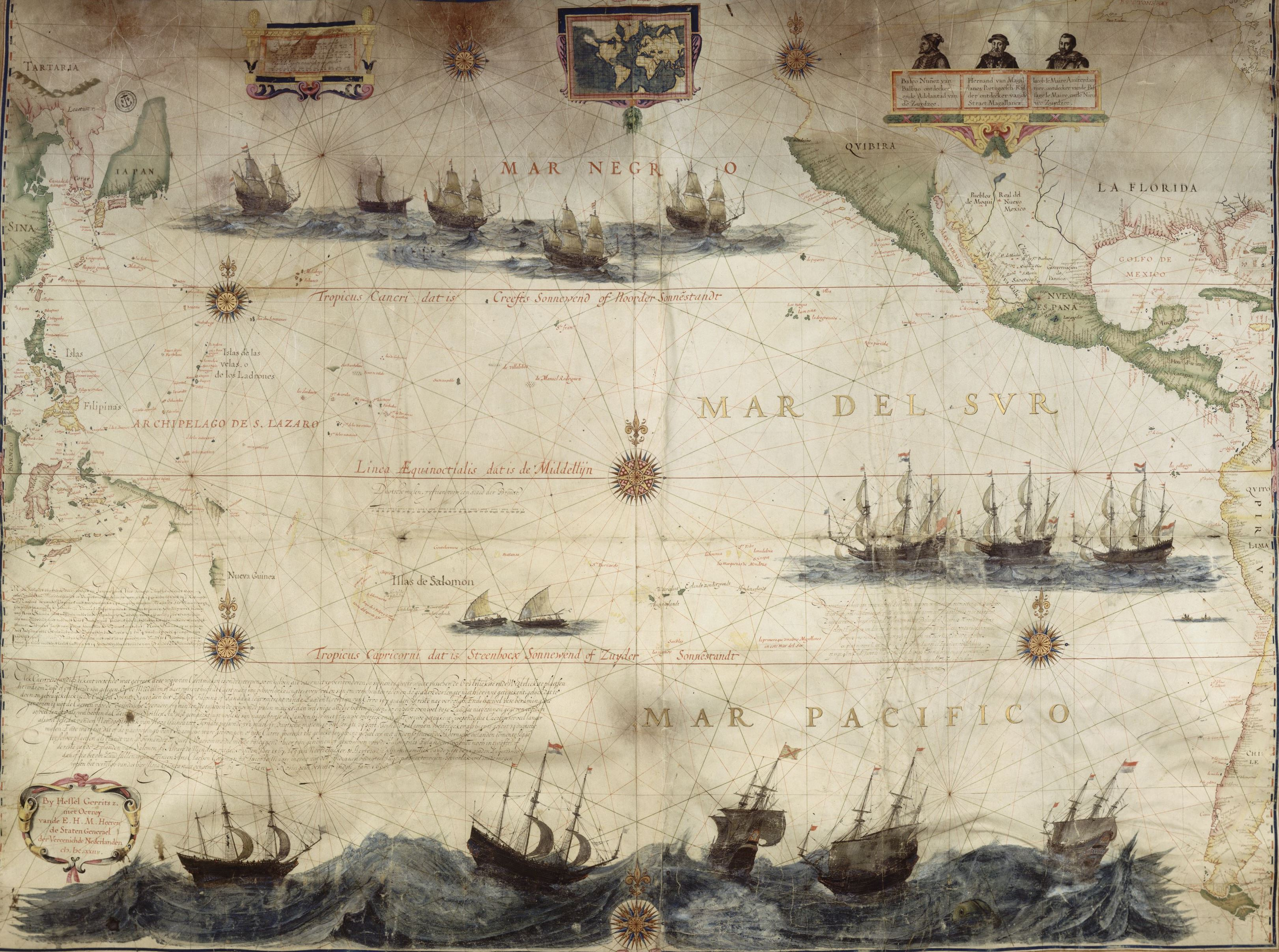
Mapa del Mar del Sur (mapa iluminado sobre pergamino, 1622)

Su fama como cartógrafo creció rápidamente hasta el punto de que el 16 de octubre de 1617 fue nombrado primer cartógrafo exclusivo de la Compañía Neerlandesa de las Indias Orientales (Vereenigde Oostindische Compagnie, o VOC), probablemente el cargo más estratégico que un cartógrafo podía tener en esos días. Obtuvo el puesto por recomendación de Petrus Plancius, científico jefe de la VOC, que no se llevaba bien con el veterano Willem Blaeu (Blaeu y Gerritsz siguieron siendo amigos). Gerritsz mantuvo este puesto hasta su muerte, después de lo cual la familia Blaeu ocupó el cargo, comenzando con Willem Jansz, hasta 1705.
El mapa de Hessel Gerritsz de 1622 mostró la primera parte de Australia que fue cartografiada, hecha por Willem Janszoon en 1606. Se consideró que era parte de Nueva Guinea y fue llamada Nueva Guinea en el mapa, pero Gerritsz también agregó una inscripción que decía:  «Aquellos que navegaron con el yate de Pedro Fernández de Quirós en la vecindad de Nueva Guinea hasta los 10 grados hacia el oeste a través de muchas islas y bancos de arena y de más de 2, 3 y 4 brazas por hasta 40 días, asumían que Nueva Guinea no se extendía más allá de los 10 grados al sur. Si esto es así, entonces la tierra de 9 a 14 grados sería una tierra separada, diferente de la otra Nueva Guinea».
Todas las cartas y registros de los comerciantes de la VOC y de navegantes exploradores que regresaban tenían que ser enviados a Gerritsz y gracias a la gran cantidad de información nueva, de sus manos salieron varios mapas innovadores. A cambio, las cartas de Gerritsz acompañaron a todos los capitanes de la VOC en sus viajes.

## Cartografía de Australia

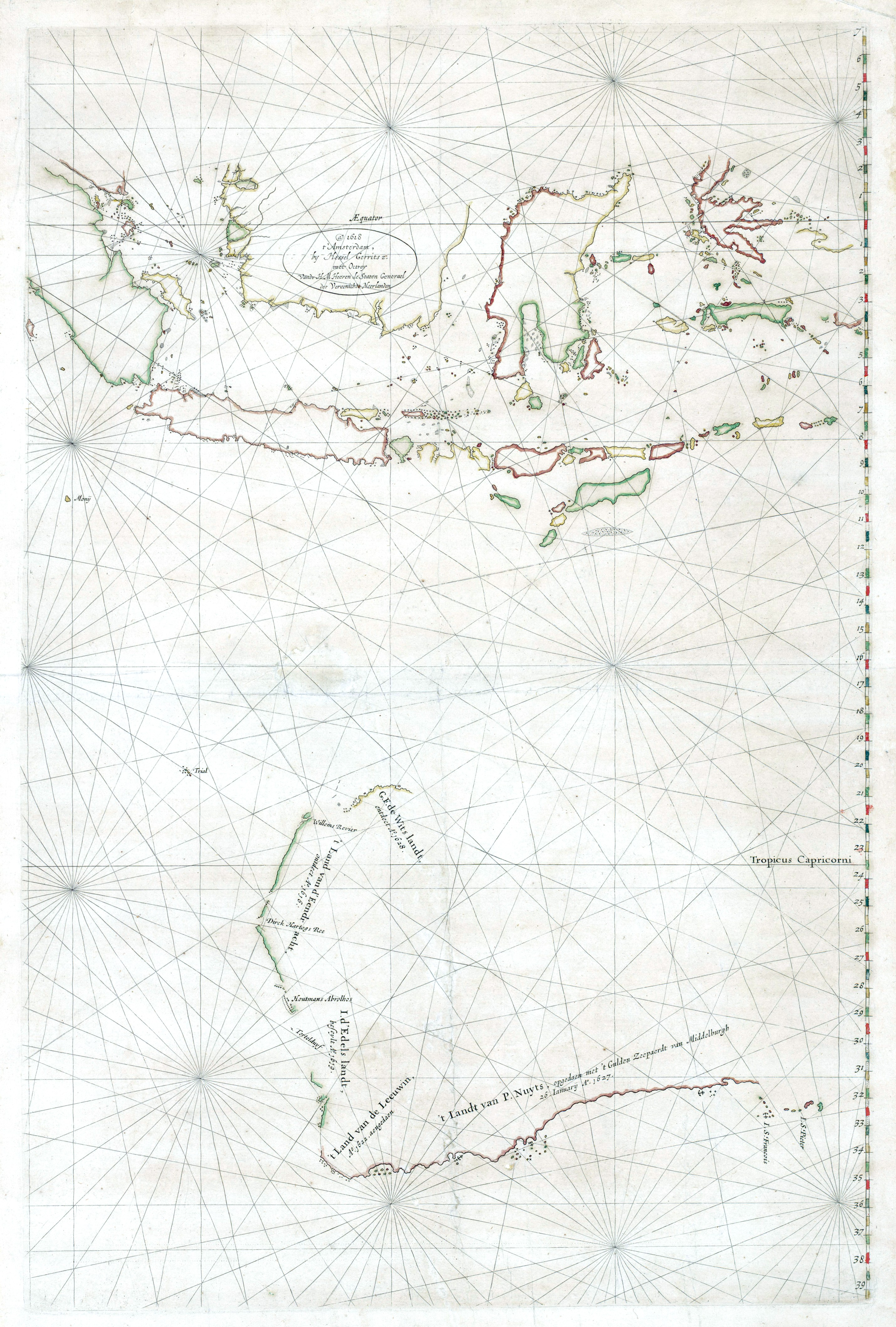
El archipiélago malayo y Australia por Hessel Gerritsz

Hessel Gerritsz publicó en Ámsterdam en 1612 una traducción holandesa del octavo memorial de Quirós, cuya portada incluye las palabras, «t Land ghenaemt Australia Incognita». Se cree que ese fue «la primera aparición impresa de la palabra Australia fuera de España». La publicación de 1612 mencionada incluía la descripción de Isaac Massa de Siberia ('Samoyeden Landt'), su breve relato de los caminos desde Moscovia y el memorial mencionado. Incluía tres mapas, uno de los cuales era un mapa del mundo de Gerritsz, en el que se muestra claramente el ahora conocido como estrecho de Torres.
En 1618, Gerritsz produjo una carta de las islas indonesias, mucho mejor representadas que en mapas anteriores, y, por primera vez, con la costa (noroeste) de Australia. En 1622, incluyó muchos de sus mapas en un libro de mapas para la VOC. Ese libro de mapas incluía un mapa del Pacífico de 1622, probablemente el «Mapa del Gran Mar del Sur» que Abel Tasman consultó extensamente en su viaje por Australia y Nueva Zelanda en 1642. En 1627 Gerritsz hizo un mapa, el Caert van't Landt van d'Eendracht, totalmente dedicado a los descubrimientos de la costa de Australia Occidental. Australia se llamó «Eendrachtsland», un nombre dado por Dirk Hartog después de su estancia en su costa en 1616, y que estaría en uso hasta finales del siglo XVII.
En 1628, agregó el mapa de 1627 de la costa sur de Australia por François Thijssen al mapa mencionado anteriormente, haciendo de este el primer mapa que muestra un perfil reconocible de Australia.

## Últimos años

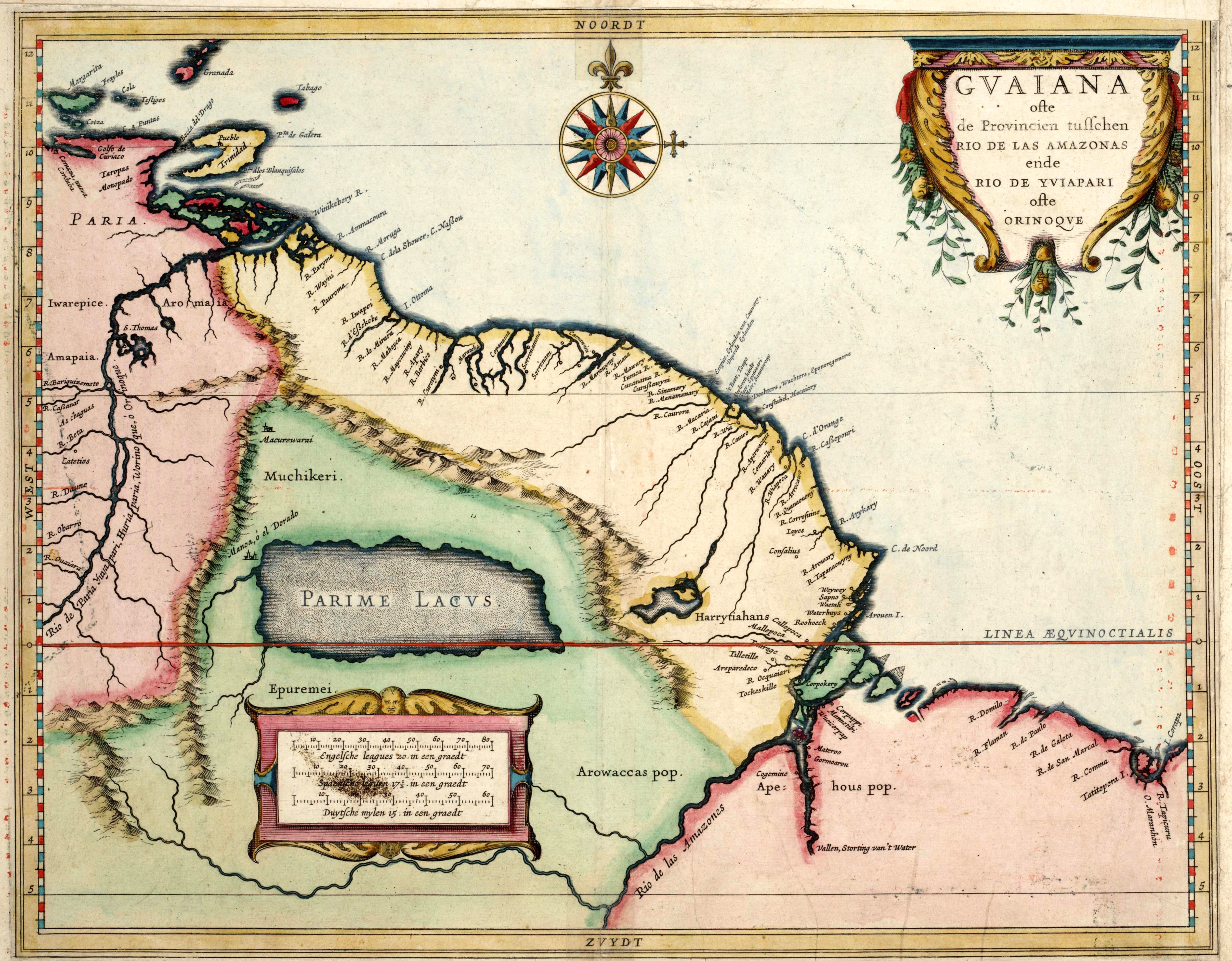
Mapa de Hessel Gerritsz de Las Guayanas (1625).

Era tal el interés de Gerritsz en el Nuevo Mundo que, algo inusual para un cartógrafo de su posición, se unió a un viaje de 1628-1629 a Brasil y al Caribe. Contribuyó con los mapas de Beschrijvinghe van West-Indiën [Descripción de las Indias Occidentales] de Joannes de Laet, publicados en 1630. Especialmente su mapa de Florida, basado en fuentes francesas y españolas, se hizo influyente (por ejemplo, durante unos 200 años después, Florida sería conocida como «Tegesta» como la había llamado Gerritsz).
En 1632 Hessel Gerritsz murió; fue enterrado en  Nieuwe Kerk  el 4 de septiembre. Willem Janszoon Blaeu tomaría su lugar como cartógrafo de la VOC en enero del año siguiente.